# 10BASE-T

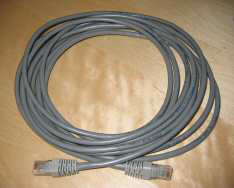
Kabel 10BASE-T.

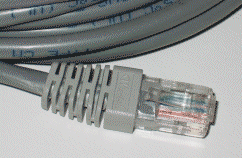
Zakončení kabelu zástrčkou RJ-45.

10BASE-T je označení překonaného standardu sítě Ethernet, který používá dva páry kroucené dvojlinky Cat-3 nebo Cat-5 (kabeláž podle TIA-568A/B) pro propojení mezi počítačem a rozbočovačem nebo síťovým přepínačem rychlostí 10 Mbit/s na zaručenou vzdálenost 100 metrů. Standard je popsán jako IEEE 802.3i v kapitole 14 IEEE 802.3. V současnosti se používá minimálně, z důvodu zpětné kompatibility je však stále podporován většinou Ethernetových portů pro kroucené páry včetně Gigabitového Ethernetu. Je také používán síťovými kartami v režimu Wake on LAN s redukovaným příkonem a pro speciální aplikace s nízkou spotřebou nevyžadující velké přenosové rychlosti.

## Kabely
Pro komunikaci protokolem 10BASE-T (i 100BASE-TX) stačí 2 páry zakončené na obou koncích modulární zástrčkou 8P8C („RJ-45“ nebo „RJ45“) s následujícím zapojením (z pohledu počítače):
- Pin1 – vysílání +
- Pin2 – vysílání -
- Pin3 – příjem +
- Pin6 – příjem -

Počítač s hubem nebo síťovým přepínačem se propojuje kabelem, který má vzájemně propojené stejně očíslované piny na obou koncích; huby a síťové přepínače navzájem se propojuje kabelem, který má pin 1 propojen s pinem 3 na druhém konci kabelu a pin 2 s pinem 6 na druhém konci kabelu – tak zvaný křížený kabel. Pro 10BASE-T stačí kabel kategorie 3 (cat 3), pro 100BASE-TX je třeba kabel kategorie 5.
Obvykle se však používají kabely se čtyřmi páry (osmi vodiči), které jsou použitelné i pro vyšší rychlosti, případně byly volné páry využity pro druhý spoj Ethernetu nebo telefonní linku.